# 小岩昌宏
小岩 昌宏（こいわ まさひろ、1936年11月18日 - ）は、日本の材料科学者で工学博士。専門は材料物性学で、固体材料中の拡散と弾性や擬弾性（内部摩擦）及び相変態について、理論及び実験の両面において先駆的な研究を行ってきた。また、自身の豊富な研究経験を背景に教育・研究者育成にも力を注いできた。近年は材料科学者の立場から原子力発電の圧力容器の寿命に関わる脆化予測に関する著述や講演を精力的に行っている他、収集した高名な科学者の来歴・重大な学術的発見にまつわるエピソードに関する著述も多い。2016年11月3日、瑞宝中綬章を受章。

## 経歴
- 1959年 - 東京大学工学部冶金学科卒業
- 1964年 - 東京大学大学院博士課程修了
  - 東北大学金属材料研究所講師
- 1967年 - 同助教授に就任
- 1969年 - 1971年 - 英国オックスフォード大学へ留学しラムゼー卿記念研究員を務める
- 1979年 - 同教授に就任
- 1985年 - 京都大学工学部教授
- 1995年 - 京都大学大学院工学研究科教授
- 2000年 - 定年退官
  - 京都大学名誉教授

## 主な研究分野と業績
体心立方金属中の侵入型原子と置換型原子の相互作用
内部摩擦のスネーク・ピークの解析により侵入型原子と置換型原子の相互作用を評価。従来の解析法の問題点を指摘し、正統な解析法を示す。

固体中の拡散の基礎理論
各種の結晶格子における原子の自己拡散に関わる諸量を求め、従来近似的にしか与えられていなかった不純物拡散の相関因子の厳密な表式を導いた。また、溶質原子の自己拡散促進効果や侵入型原子の拡散のトラップ効果も解明。

金属間化合物における拡散
B2 型化合物について、従来提唱されていた Six Jump Vacancy Cycle 機構の場合の自己拡散係数の解析的表式を導いた。また、Ni3Al など実用的にも重要な化合物を含む L12 型規則構造をとる化合物中の自己拡散係数をトレーサー法等により決定するとともに、それらの化合物中の拡散挙動を統一的に理解できるモデルを提唱。

金属間化合物単結晶の弾性率
Ni3Al, TiAl をはじめとする種々の金属間化合物の弾性定数を直方体共振法により極低温から高温領域まで広汎な温度範囲で決定した。

規則-不規則変態の微視的機構
Fe-Pt, Fe-Pd 系など L10 型規則合金の規則-不規則変態における組織形成過程への一軸応力場あるいは磁場といった外場の影響を実験・理論の両面から解明。

## 主な受賞歴
- 1975年 - 日本金属学会功績賞
- 1984年 - 日本金属学会論文賞
- 1996年 - 谷川ハリス賞
- 1998年 - 本多記念講演者
- 2002年 - Zener メダル
- 2006年 - 日本金属学会賞
- 2016年 - 瑞宝中綬章

## 主な学術的活動
- 1992年 - 材料中の拡散国際会議 主宰
- 1997年 - 日本金属学会会長
- 1997年 - 2000年 - 文部省科学研究費補助金特定領域研究
  - 「材料組織制御を目指した相変態の微視的機構の解明」領域代表
- 1999年 - 固体-固体相変態国際会議 主宰

## 著述活動
学術論文
多数あり
著書・訳書
- 「ものの強さの秘密―材料強度学入門」（J. W. Martin 著，共訳）（共立出版，1975年）
- 「赤外線加熱工学ハンドブック」（監修）（アグネ技術センター，2004年）
- 「金属学プロムナード―セレンディピティを追って」（アグネ技術センター，2004年）
- 「激動の世紀を生きて―あるユダヤ系科学者の回想」（R. W. Cahn 著，翻訳）（アグネ技術センター，2008年）
- 「材料における拡散 格子上のランダム・ウォーク」（共著）（内田老鶴圃，2009年）
- 「原発はどのように壊れるか―金属の基本から考える」（共著）（原子力資料情報室，2018年）
- 「続 金属学プロムナード: セレンディピティの誕生そして迷走」（アグネ技術センター，2024年）

## その他
- 東北大学および京都大学在任時には、inspec や metadex といった学術論文のデータベースを日本でいち早く導入・普及させるべく尽力した。
- 科学的発見に関し，セレンディピティという語に早くから注目し、さまざまな著述がある。[3][4][5]